# 湧昇
湧昇（ゆうしょう、英語: upwelling）とは、海洋において、海水が深層から表層に湧き上がる現象、またその流れ。湧昇流（ゆうしょうりゅう）ともいう。

## 概要
普通表層と深層の海水は、水塊の温度や塩分濃度など物理的・化学的な性質により、お互いに混ざり合うことがない。また、表層と深層にはそれぞれ独立した海流が存在し、両者が接続するのは地球上のほんの一部の限られた地域のみである。しかし、ある特定の条件を満たした場所では深層から表層へ、一時的あるいは長期的に海水が湧き上がるような流れが発生することがあり、これを湧昇と呼んでいる。
湧昇域は全海洋面積の0.1％程しかないとされるが、その生物生産量は海洋のあらゆる生態系の中でも際立って高く、非常に豊かな生態系が形成される。これは深海の栄養塩が海洋表面にもたらされることで、海洋の生産者である植物プランクトンの増殖をきっかけに、次々と上位の栄養段階にある生物が増えていくためである。湧昇域は好漁場となり、人間にも恩恵を与えている。

## 発生の仕組み

### エクマン輸送による湧昇

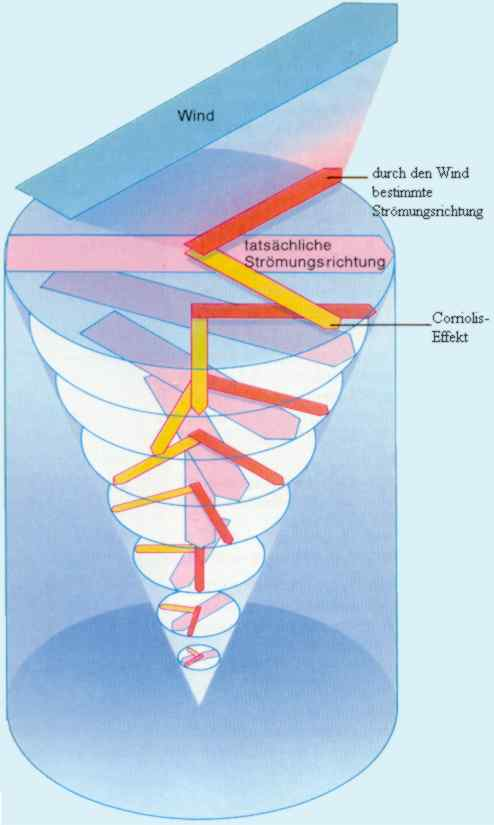
エクマンらせん
風（青い矢印）に引っ張られて動く海水（赤い矢印）に対してコリオリの力（黄色い矢印）が働き、実際にはピンクの矢印の向きに海水が移動する。これが鉛直方向に連続的に起こることで、総体として海水は風と直角右向きに移動する。

海上で風（ここでは何日も同じ方向に吹き続けるような気流のこと）が吹くと、コリオリの力により、北半球では風の流れに対して直角右向きに海水が移動する。これをエクマン輸送という。南半球ではコリオリの力の向きが北半球と逆になるので、海水は直角左向きに移動する。

#### 沿岸湧昇
北半球の大陸の西岸で南向きの風（北風）が吹くと、風の応力とコリオリ力の合力で海水は西、すなわち岸から沖に向かって移動する。すると、少なくなった海水を補うように、深層から大陸の斜面を伝わって海水が湧昇してくる。これは沿岸湧昇と呼ばれる現象である。カリフォルニア州やペルー沿岸がこのケースに当てはまり、実際に沿岸湧昇が発生する地域として知られている。
大陸の東岸で北向きの風（南風）が吹いても同じ現象が起こる。また、南半球においては、大陸の西岸では南風、東岸では北風が吹くことで湧昇が発生する。

#### 赤道湧昇
赤道付近では貿易風という東寄りの風が吹いているため、エクマン輸送により北半球では進行方向右側、すなわち北に向かう流れが発生し、南半球では南に向かう流れが発生する。すると赤道の表層には海水がなくなってしまうので、それを補うように深海から海水が上がってくる。これが赤道湧昇である。

### 海洋火山の存在による湧昇
海洋には、地球の深部にあるマグマの活動やホットスポットによって出来た海底火山が無数にあり、一部は頂上が海面に顔を出すほど高いものもある。海上に突き出た部分は島となり、これを海洋島（かいようとう）と呼んでいる。ハワイ諸島などが例として挙げられる。
海洋島の付近では湧昇が発生し、海の砂漠といわれる外洋の中にあって、オアシスのような豊かな生態系を作り出している。これは深層海流が海底火山にぶつかって、湧昇流となり、表層に栄養分をもたらすためである。

### 流氷による湧昇
流氷の氷結時には真水の部分だけが氷となる（氷の中には塩分は含まれない）が、一部の塩水は残って氷の中に閉じこめられる。その濃い塩水をブラインと呼ぶ。比重の重いブラインは徐々に氷の下部に移動し、ついには海水中へと抜けおち、さらに海水の深層部へと沈んでいく。それに代わって深層水の上昇、つまり湧昇が起こるわけである。流氷に閉ざされた冬季のオホーツク海が“豊かな海”と呼ばれる理由はそこにある。

## 生態系への影響
深層、すなわち海洋の水深1,000 m 以深の領域では、主にマリンスノーなどの形で表層から沈降してきた有機物が、バクテリアその他の働きにより分解され、リンや窒素などの無機化合物として大量に蓄積している。一方、太陽光の届く水深200 m 以浅の表層、特に外洋で無機物は、植物プランクトンにより栄養塩としてすぐに使い果たされてしまい、常に枯渇状態にある。外洋の透き通るような美しいコバルトブルーは、珪藻などの大型の植物プランクトンが少なく、ピコプランクトンが卓越している証拠であり、物質は微生物環内で表層水の中を循環している。深層水と表層水は互いに混じり合うことがないので、植物プランクトンは普通、深海に存在する大量の栄養塩を利用することはできない。
しかしひとたび、湧昇によって栄養塩豊富な海洋深層水が表層に上がってくると、即座に植物プランクトンの爆発的な増殖が始まる。するとそれを食べる動物プランクトンにとって好適な環境になる。さらにそれを食べるアジやイワシなどの小魚が現れる。最終的には、小魚を狙うカツオドリなどの海鳥、イルカやマグロ、カツオ、カジキ、サメなど海の高次消費者、ときには巨大なクジラまでもが集まってくる。こうして植物プランクトンの発生を起点に次々と上位の栄養段階の生物が現れ、一つの生態系が形成される。
湧昇が一時的なものであれば、その終息とともに植物プランクトンも減少、高次の消費者も次第に姿を消していく。しかし、一部の沿岸地域ではある程度の継続的な湧昇があり、それにより豊かな生態系が形成される場所がある。

## 世界の湧昇域

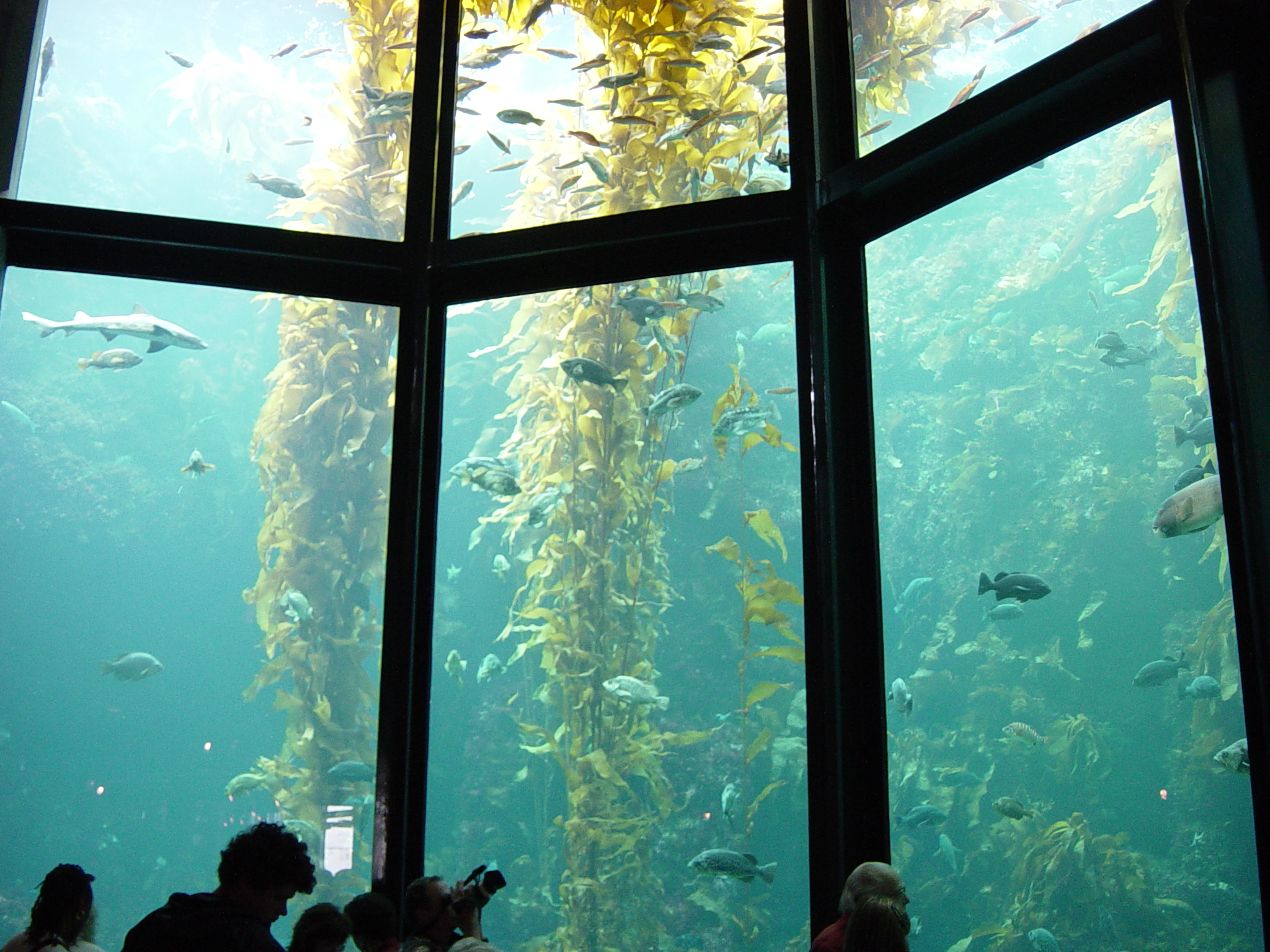
ケルプの森
（モントレー水族館）

アメリカ西海岸のモントレー湾では沖合に切り立った海底渓谷があり、そこを深層水が這い上がってくるため、世界有数の湧昇域になっている。ここに群生する海藻のジャイアントケルプは長さ60 m、1日で最大30 cm 以上も成長するという。この巨大なケルプの海中林を支えているのが、湧昇によって運ばれてくる栄養塩である。そしてケルプの林は他の様々な生物を育むゆりかごにもなっている。ケルプの根元ではウニなどのケルプを食べる生物がおり、小魚はケルプの間に身を隠し栄養塩により増殖したプランクトンを食べて成長する。それらを追ってイルカやシャチなどさらに大型の捕食者も集まる。海面ではラッコが潮に流されないように、ケルプに絡まって休息をとる。このようにモントレーの海洋生態系は実に多くの生物によって成り立っている。

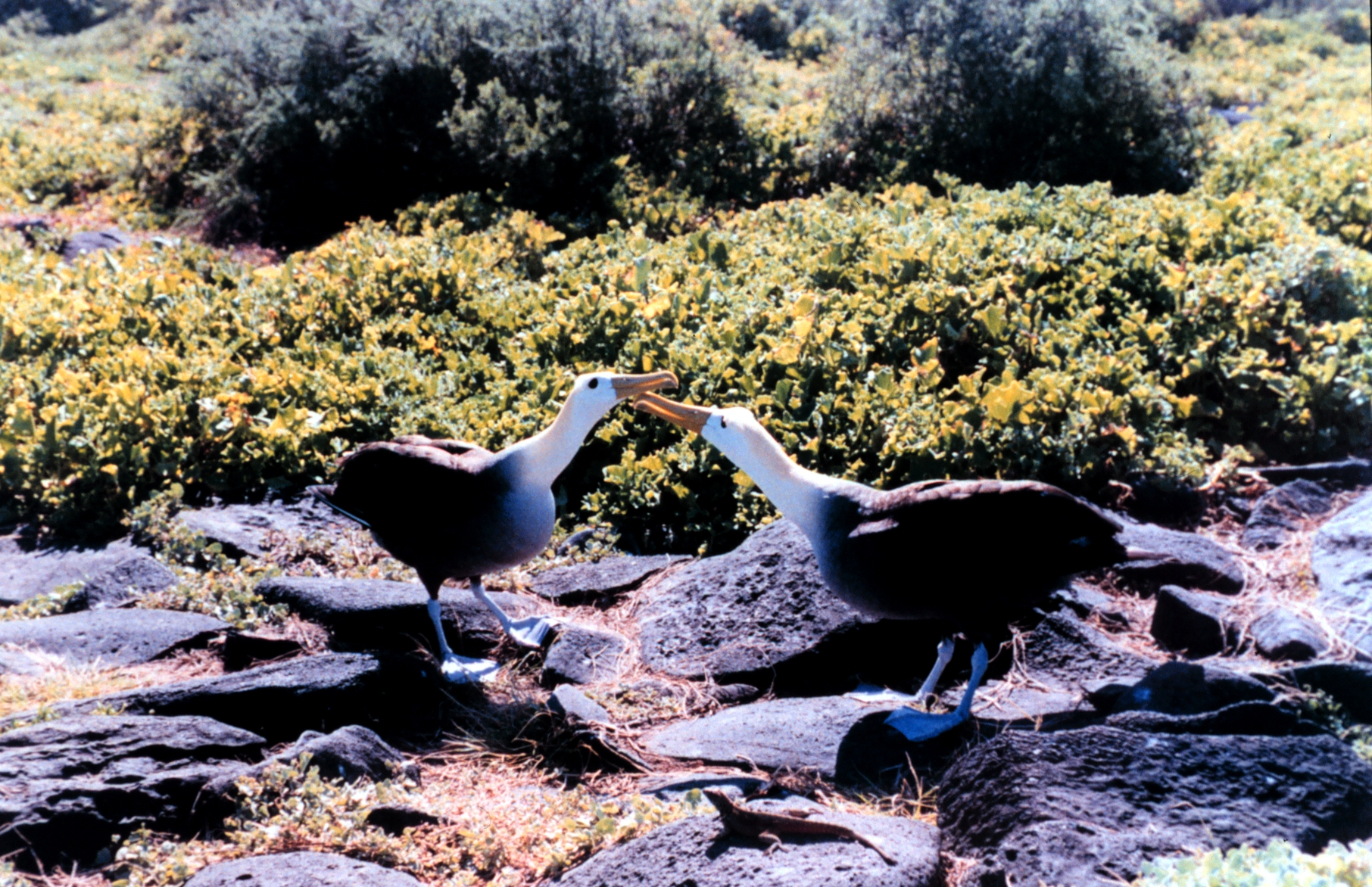
ガラパゴス諸島で繁殖を行うアホウドリ

赤道には赤道潜流（クロムウェル海流）という、西から東へ向かう深海の流れがあり、これが海底火山などにぶつかると湧昇を起こす。この最も顕著な例がガラパゴス諸島西岸である。ガラパゴス諸島は、エクアドルの沖合約1,000 km の赤道直下に位置する火山島の集まりであるが、このクロムウェル海流がもたらす栄養塩により、西側の海域は生物が豊富である。海中だけでなく、海上でもペンギンや海鳥が餌を求めて飛来し、営巣を行ったりする。しかし、エル・ニーニョによってクロムウェル海流の勢いが弱まるため、毎年のように頻発するとガラパゴスの生態系に深刻な影響を与えることが懸念されている。